# Trimetopon pliolepis
Trimetopon pliolepis — вид змій родини полозових (Colubridae). Мешкає в Центральній Америці.

## Поширення і екологія
Trimetopon pliolepis мешкають в горах Нікарагуа, Коста-Рики і Панами. Вони живуть у вологих тропічних і субтропічних лісах, серед опалого листя. Ведуть нічний, наземний спосіб життя. Зустрічаються на висоті від 60 до 1600 м над рівнем моря.